# Jason Bourne (film)
Pour les articles homonymes, voir Bourne.
Série Jason Bourne
Jason Bourne : L'Héritage
(2012)
Pour plus de détails, voir Fiche technique et Distribution.
Jason Bourne est un film d'espionnage américain réalisé par Paul Greengrass et sorti en 2016. C'est le cinquième film de la série inspirée de l'oeuvre de Robert Ludlum et le quatrième avec Matt Damon.

## Synopsis
Jason Bourne se cache et participe à des combats à mains nues illégaux, pour assurer sa survie. De son côté, Nicky Parsons collabore avec le hacker et lanceur d'alerte Christian Dassault. À Reykjavik, en Islande, elle s'introduit dans les serveurs de la CIA et copie des fichiers sur les opérations noires de l'agence. Elle trouve également des documents sur le recrutement de Jason Bourne dans l'opération Treadstone et l'implication de Richard Webb, le père de Bourne. Son intrusion a cependant été détectée et des agents de la CIA implantent un logiciel espion dans une mémoire de masse qu'elle emporte. Ignorant la présence du logiciel, elle se rend en Grèce pour montrer à Bourne ses recherches, suivie à distance par Heather Lee, chef de la division sur le cyber-espionnage, qui rapporte ses allées et venues à Robert Dewey, directeur de la CIA.
En Grèce, Parsons et Bourne se rencontrent sur la place Syntagma, qui est le théâtre d'une violente manifestation surveillée par des policiers anti-émeute. Ils échappent à l'équipe envoyée pour les éliminer, mais Parsons est tuée par l'Atout (seul nom qui lui est donné pendant le film), un tueur des opérations noires de la CIA sous les ordres de Dewey. Avant de mourir sous le coup d'une seconde balle, elle donne à Jason la clef d'une consigne où se trouvent les documents volés à la CIA. Résolu à trouver des réponses sur son passé, Bourne se rend à Berlin pour voir Dassault. Après que Dassault est parvenu à déchiffrer les documents, Bourne découvre que son père, Richard Webb, a travaillé pour le compte de l'agence et est à l'origine de l'opération Treadstone. Entretemps, le logiciel espion informe Heather Lee de l'endroit où se trouve Bourne et Dewey dépêche une équipe pour le supprimer. Quelques instants plus tard, Lee détruit à distance les documents, puis informe Bourne qu'une équipe est en route, persuadée qu'il veut travailler à nouveau pour l'agence.
En se basant sur quelques indices, Bourne se rend à Londres pour retrouver Malcolm Smith, un ancien agent de surveillance ayant agi pour l'opération Treadstone. Lee défend son projet de « récupérer » Bourne auprès d'Edwin Russell, le directeur du renseignement national et supérieur de Dewey ; Russell acquiesce et Lee prend ses dispositions pour rencontrer Bourne. Dewey semble se plier à cette décision, mais ordonne en secret à l'Atout d'abattre l'équipe de Lee puis Bourne, parce qu'il ne partage pas les opinions de Lee. Se sachant sous surveillance, Bourne échappe à l'équipe de Lee et à l'Atout suffisamment longtemps pour se confronter à Smith. Ce dernier admet que Richard Webb a créé l'opération Treadstone mais s'est opposé au recrutement de Jason. Il affirme que Dewey a ordonné la mort de Richard, meurtre accompli par l'Atout, mais maquillé comme une attaque terroriste pour persuader Jason de joindre les rangs de la CIA. L'Atout tue Smith et blesse Jason, qui reconnait l'assassin de son père et parvient à s'enfuir. Il prend contact avec Lee, qui lui déclare ne pas approuver les méthodes de Dewey ; elle lui donne rendez-vous à un congrès technologique à Las Vegas aux États-Unis.
Dewey se rend aussi au même congrès, pour participer à un débat sur le droit à la vie privée avec Aaron Kalloor, PDG de Deep Dream, société qui exploite un réseau social consulté par plus d'un milliard de personnes. Kalloor se présente comme le champion de la protection de la vie privée, mais tait sa collaboration secrète avec la CIA, qui ambitionne d'utiliser le réseau de Deep Dream comme outil de surveillance de masse en temps réel, pour redonner vigueur aux opérations Treadstone, Blackbriar, Outcome et LARX.
Soupçonnant que Kalloor refusera de poursuivre sa collaboration avec la CIA, Dewey ordonne à l'Atout d'abattre Kalloor et Lee, cette dernière pour son manque de loyauté aveugle. Au congrès, Bourne contrecarre in extremis les meurtres, puis se confronte à Dewey dans sa suite. Le directeur de la CIA fait appel au sens du devoir et au patriotisme de Bourne dans le but de le retenir auprès de lui, sachant que des agents de la CIA se rapprochent, dont son bras droit Jeffers. Bourne tue ce dernier, puis Lee tue Dewey quand il tire sur Bourne. Pour protéger Lee, celui-ci prend la responsabilité de la mort de Dewey. En quittant l'hôtel, il aperçoit l'Atout qui s'enfuit dans un camion de police. Au terme d'une poursuite automobile dans Las Vegas et d'un corps à corps intense, Bourne tue l'Atout et venge ainsi son père.
Quelque temps plus tard, Lee rencontre Edwin Russell et affirme pouvoir être ses yeux et ses oreilles dans l'agence. Elle a toujours le projet de ramener Bourne dans le giron de la CIA, mais accepte qu'il soit tué s'il ne veut pas revenir. Quelques minutes plus tard, Lee rejoint Bourne, promettant de changer la CIA pour le mieux. Bourne demande du temps pour réfléchir à sa proposition, mais en lui laissant dans sa voiture un enregistrement de sa conversation avec Russell, il montre qu'il n'a pas confiance en elle, puis il s'enfuit à nouveau.

## Fiche technique
Sauf indication contraire, les informations mentionnées dans cette section peuvent être confirmées par la base de données cinématographiques IMDb,  présente dans la section « Liens externes ».
- Titre original et français : Jason Bourne
- Réalisation : Paul Greengrass
- Scénario : Paul Greengrass et Christopher Rouse, d'après les personnages créés par Robert Ludlum
- Musique : David Buckley et John Powell
- Direction artistique : Mark Scruton
- Décors : Paul Kirby
- Costumes : Mark Bridges
- Photographie : Barry Ackroyd
- Montage : Christopher Rouse
- Production : Matt Damon, Gregory Goodman, Frank Marshall, Ben Smith, Paul Greengrass et Jeffery M. Weiner
  - Production déléguée : Doug Liman, Amy Lord, Henry Morrison, Colin J. O'Hara, Christopher Rouse et Jennifer Todd
- Sociétés de production : Universal Pictures, The Kennedy/Marshall Company, Captivate Entertainment, Pearl Street Films, Double Negative et Sur-Film
- Société de distribution : Universal Pictures (États-Unis)
- Pays de production :  États-Unis
- Langue originale : anglais
- Budget : 120 millions $[1]
- Genre : action et espionnage
- Durée : 123 minutes
- Dates de sortie[2] :
  - États-Unis : 29 juillet 2016
  - France : 10 août 2016
- Classifications : 
  - États-Unis Classification MPAA : PG-13
  - France Mention CNC : tous publics (visa d'exploitation no 144952 délivré le 29 juillet 2016)[3]

## Distribution
- Matt Damon (VF : Damien Boisseau ; VQ : Gilbert Lachance) : Jason Bourne / David Webb
- Tommy Lee Jones (VF : Féodor Atkine ; VQ : Éric Gaudry) : Le directeur de la CIA Robert Dewey
- Alicia Vikander (VF : Anna Sigalevitch ; VQ : Sarah-Jeanne Labrosse) : Heather Lee
- Vincent Cassel (VF et VQ : lui-même) : l'Atout (the Asset en VO, la Ressource en VQ)
- Julia Stiles (VF : Charlotte Corréa ; VQ : Camille Cyr-Desmarais) : Nicolette « Nicky » Parsons
- Riz Ahmed (VF : Nessym Guétat ; VQ : Maël Davan-Soulas) : Aaron Kalloor
- Ato Essandoh (VF : Xavier Thiam ; VQ : Fayolle Jean Jr.) : Craig Jeffers
- Scott Shepherd (VF : Jean-Pol Brissart ; VQ : Pierre Auger) : Le directeur du renseignement national Edwin Russel
- Bill Camp (VF : Laurent Montel ; VQ : Yves Soutière) : Malcolm Smith
- Vinzenz Kiefer (VF : Olivier Brun ; VQ : Jean-Philippe Baril Guérard) : Christian Dassault
- Stephen Kunken (VF : Laurent Maurel ; VQ : Renaud Paradis) : Baumen
- Gregg Henry (VF : Mathieu Lagarrigue ; VQ : Stéphane Rivard) : Richard Webb
- Albert Finney (VF : Richard Leblond ; VQ : Yves Massicotte) : Dr Albert Hirsch (flashbacks issus de La Vengeance dans la peau)

 Source et légende : version française (VF) sur RS Doublage et Symphonia Films (la société de doublage); version québécoise (VQ)

## Production

### Développement
Après le succès au box-office de La Mémoire dans la peau (2002), La Mort dans la peau (2004) et La Vengeance dans la peau (2007), les producteurs développent l'idée d'un 4e film dès octobre 2008. Matt Damon et le réalisateur Paul Greengrass sont alors annoncés sur le projet. Alors que des scénaristes ont commencé à écrire, Matt Damon annonce en décembre 2009 qu'il ne souhaite pas faire un autre film sans Paul Greengrass, ce dernier ayant annoncé un mois plus tôt qu'il ne reviendra pas. En janvier 2010, Matt Damon déclare que ce 4e film sera sûrement un antépisode de La Mémoire dans la peau avec un nouvel acteur,. En octobre 2010, Tony Gilroy est officialisé comme réalisateur et déclare : « Il ne s'agit ni d'un reboot, ni d'un remplacement, ni d'un prequel. Personne ne va remplacer Matt Damon. Il y aura un héros tout neuf, dans un chapitre tout neuf..., c'est un projet autonome ». Un nouveau personnage, incarné par Jeremy Renner est alors créé. Jason Bourne : L'Héritage sort en 2012. La production annonce ensuite un second film avec Jeremy Renner, cette fois réalisé par Justin Lin. Cependant, en septembre 2014, Paul Greengrass annonce qu'il va réaliser le cinquième opus de la saga ; le projet avec Jeremy Renner et Justin Lin étant juste reporté par le studio.
Paul Greengrass coécrit le scénario avec Christopher Rouse, le monteur de la trilogie originale, et avec Matt Damon.
Le titre du film, Jason Bourne, est révélé durant la diffusion d'une publicité télévisée diffusé le 7 février 2016, durant le Super Bowl 50.

### Attribution des rôles
En novembre 2014, Matt Damon confirme son retour dans la saga, sa seule condition de la présence de Paul Greengrass à la mise en scène ayant été satisfaite.
En juin 2015, le retour de Julia Stiles dans le rôle de Nicky Parsons est annoncé. Quelques jours après, c'est la comédienne suédoise Alicia Vikander qui intègre officiellement la distribution. En juillet de la même année, on apprend également que l'acteur Tommy Lee Jones rejoint la distribution du film.

### Tournage

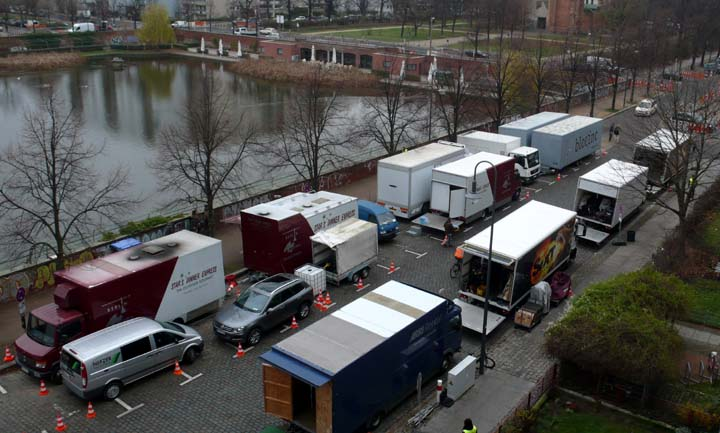
L'équipe du tournage du film à Berlin, en 2015.

Le tournage débute le 8 septembre 2015. Paul Greengrass désirait tourner les scènes se déroulant en Grèce à Athènes, mais à cause de la crise et des difficultés bureaucratiques qui en découlent, il s'est finalement orienté vers l'île de Ténérife. D'autres scènes sont tournées à Berlin, Londres et Las Vegas.

### Musique
Bandes originales de Jason Bourne
Jason Bourne : L'Héritage
(2012)
La musique du film est composée par David Buckley et John Powell. Ce dernier avait composé la musique des trois premiers films de la saga. L'album est commercialisé en version dématérialisée le 29 juillet 2016 par Back Lot Music. Comme les précédents films de la saga, l'album contient la chanson Extreme Ways de Moby, la version intitulée Extreme Ways (Jason Bourne) a cependant été faite spécialement pour le film.
Liste des titres
1. I Remember Everything (2:04)
2. Backdoor Breach (3:50)
3. Converging in Athens (4:13)
4. Motorcycle Chase (6:53)
5. A Key to the Past (2:37)
6. Berlin (2:02)
7. Decrypted (5:34)
8. Flat Assault (2:39)
9. Paddington Plaza (6:46)
10. White Van Plan (2:49)
11. Las Vegas (3:48)
12. Following the Target (3:29)
13. Strip Chase (4:59)
14. An Interesting Proposal (2:13)
15. Let Me Think About It (2:24)
16. Extreme Ways (Jason Bourne) – Moby (4:56)

## Accueil

### Critique
Jason Bourne reçoit des critiques mitigées lors de sa sortie, recueillant 54 % d'opinions favorables sur le site Rotten Tomatoes, pour 290 critiques collectées et une moyenne de 5,9⁄10. Le site Metacritic lui attribue un score de 58⁄100, pour 50 critiques collectées. En France, l'accueil est globalement positif, avec une moyenne de 3.4⁄5 sur le site Allociné, pour 40 critiques collectées.
Il obtient une note globalement favorable par le public, avec une note de 6,7⁄10 sur le site IMDb, pour plus de 157 000 votes et une moyenne de 3.4⁄5 sur le site Allociné, pour 4 922 votes.

### Box-office
Sorti le 29 juillet 2016 aux États-Unis, Jason Bourne prend la tête du box-office le week-end de sa sortie avec 59 215 365 $, ce qui lui permet de se classer à la deuxième place des meilleurs démarrages de la saga Bourne derrière La Vengeance dans la peau neuf ans auparavant, qui avait totalisé 69 283 690 $ à la même période et faisant mieux que le spin-off Jason Bourne : L'Héritage, qui totalisa 38 142 825 $ durant la même période. Il atteint les 200 millions de $ de recettes mondiales deux semaines après sa sortie américaine. À l'international, le film totalise, à la date du 6 novembre 2016, près de 253 050 504 $, dont la majeure partie provient des recettes en Chine, avec 66 904 818 $ engrangées.
En France, sorti le 10 août 2016, Jason Bourne fait un excellent démarrage le jour de sa sortie en prenant la première place avec 164 539 entrées, ce qui constitue le meilleur démarrage de la saga Bourne, délogeant ainsi La Vengeance dans la peau et ses 104 783 entrées enregistrées le jour de sa sortie en 2007. En première semaine, il totalise 608 491 entrées, ce qui lui permet de prendre avec succès la première place du box-office, délogeant ainsi Suicide Squad, qui était en tête la semaine précédente. Il enregistre la meilleure première semaine de la saga Bourne, dépassant ainsi le résultat du troisième opus à la même période (584 326 entrées) en 2007. Il frôle le million d'entrées la semaine suivante, avec 388 941 entrées supplémentaires. Il atteint le cap du million d'entrées en troisième semaine. Avec 1 465 933 entrées, il signe le deuxième meilleur résultat de la saga en France.
| Pays ou région    | Box-office         | Date d'arrêt du box-office | Nombre de semaines |
| ----------------- | ------------------ | -------------------------- | ------------------ |
| États-Unis Canada | 162 192 920 $,     | 24 octobre 2016            | 13                 |
| France            | 1 465 933 entrées, | 11 octobre 2016            | 9                  |
| Total mondial     | 415 484 914 $      | 6 novembre 2016            | 14                 |

## SagaJason Bourne
1. La Mémoire dans la peau (The Bourne Identity) de Doug Liman (2002)
2. La Mort dans la peau (The Bourne Supremacy) de Paul Greengrass (2004)
3. La Vengeance dans la peau (The Bourne Ultimatum) de Paul Greengrass (2007)
4. Jason Bourne : L'Héritage (The Bourne Legacy) de Tony Gilroy (2012)
5. Jason Bourne de Paul Greengrass (2016)